# Tonio Schachinger

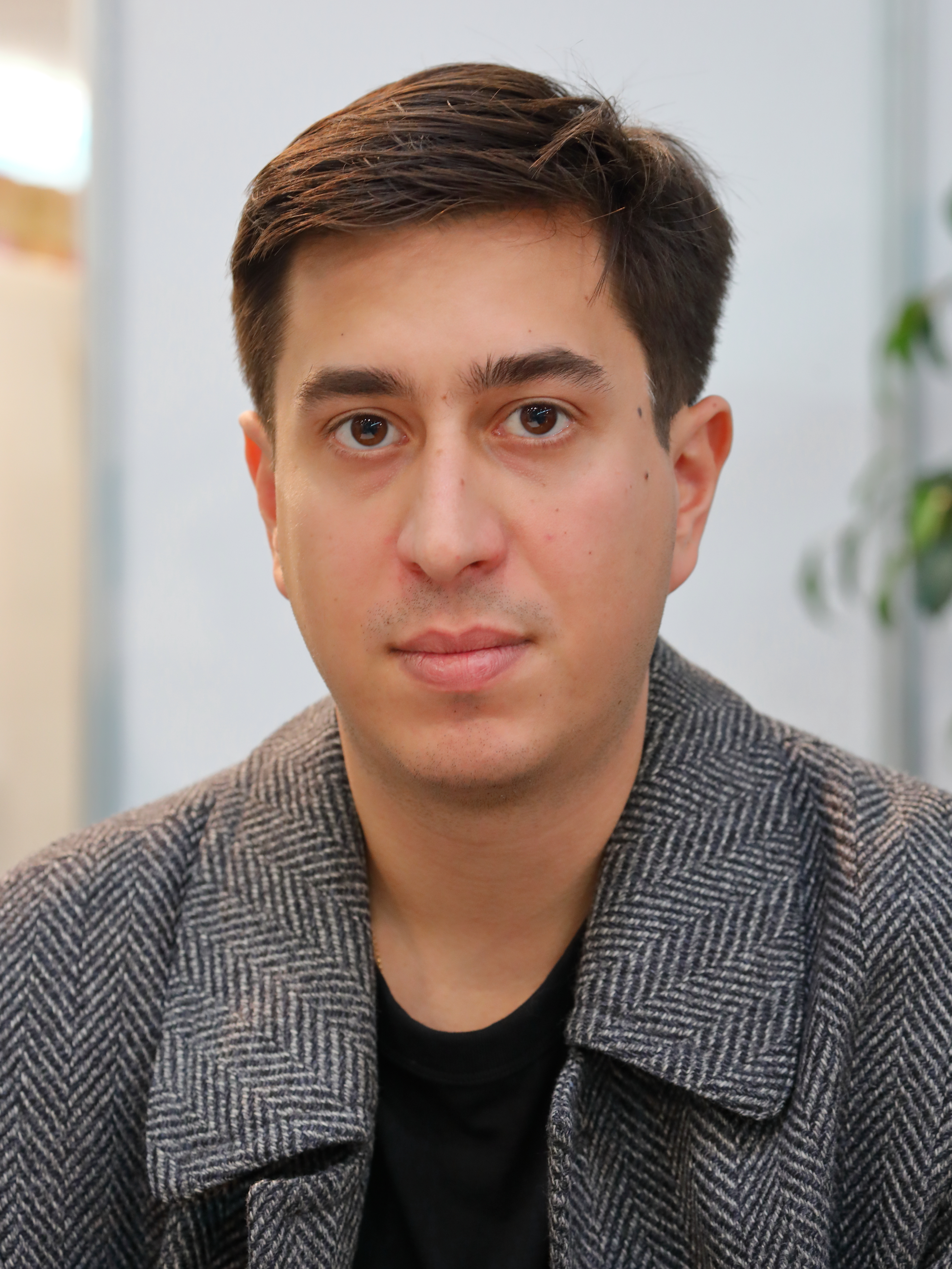
Tonio Schachinger (2019)

Antonio „Tonio“ Schachinger (* 29. Jänner 1992 in Neu-Delhi, Indien) ist ein österreichischer Schriftsteller. Im Jahr 2023 gewann er für seinen Roman Echtzeitalter den Deutschen Buchpreis.

## Leben
Schachingers Vater ist österreichischer Diplomat, die Mutter Künstlerin mexikanisch-ecuadorianischer Herkunft. Sie lernten einander in Wien kennen, wo die Mutter an der Akademie der bildenden Künste Malerei studiert hatte. Bedingt durch den Beruf des Vaters pendelte die Familie zunächst zwischen Nicaragua und Wien, wo Schachinger nach der Scheidung der Eltern blieb.
Schachinger besuchte das Wiener Gymnasium Theresianum und studiert Romanistik und Germanistik an der Universität Wien sowie Sprachkunst an der Universität für angewandte Kunst, wo er Mitherausgeber der Literaturzeitschrift Jenny war.
Tonio Schachinger lebt in Wien und ist mit der Schriftstellerin Margit Mössmer verheiratet.

## Wirken
Im November 2018 veröffentlichte Schachinger mit der bildenden Künstlerin Anna Schachinger das Kunstheftchen Nr. 28 in Karoline Dausiens Internet-Magazin, zu dem er den Text Sicherheit, Umzug, Interieur beisteuerte.
Als Autor erlangte er im deutschen Sprachraum 2019 Bekanntheit durch den beim Verlag Kremayr & Scheriau erschienenen Debütroman Nicht wie ihr. Die Geschichte um den vermögenden österreichischen Profifußballspieler und Familienvater Ivo, der eine Affäre mit der Jugendliebe Mirna beginnt, gelangte auf die Shortlist des Deutschen Buchpreises 2019. Die Jury lobte Schachingers Roman für die „Wiener Milieusprache und herrlichen Fußballmetaphern“ sowie die „rotzige, witzige und originelle“ Erzählerstimme. Laut Schachinger habe der Roman seinen Ausgangspunkt in einer Lehrveranstaltung der österreichischen Autorin Anna Kim genommen, die ihn auch während des Schreibprozesses und bei der späteren Verlagssuche unterstützte. Der aktive Hobbyfußballer Schachinger recherchierte den Stoff mit Hilfe der Social-Media-Kanäle von Fußballspielern. Er begreift Nicht wie ihr nicht als Schlüsselroman und lässt bewusst den Arbeitsalltag des Fußballspielers aus. Die Frankfurter Allgemeine Zeitung nannte das Buch einen „ebenso komischen wie scharfsichtig beobachteten und uneitlen Roman“.
Im Jahr 2023 erhielt er für seinen zweiten Roman Echtzeitalter, der im März 2023 im Rowohlt Verlag veröffentlicht worden war, den Deutschen Buchpreis. Das Werk spielt an einem elitären Wiener Internat und handelt von dem 15-jährigen Till, der sich nach dem Tod des Vaters in die Welt der Computerspiele, insbesondere Age of Empires II, flüchtet. Die Jury lobte Echtzeitalter als „Gesellschaftsroman“ und hob unter anderem dessen feinsinnige Ironie hervor, mit der Schachinger „die politischen und sozialen Verhältnisse der Gegenwart“ spiegele. Ein auf Grundlage des Romans entworfenes Theaterstück wurde 2025 am Schauspielhaus Graz uraufgeführt. Die Lehrer wurden von Puppen dargestellt. Es wurde anschließend in Wiens Theater der Jugend gespielt.

## Werke
- Nicht wie ihr. Roman. Kremayr & Scheriau, Wien 2019, ISBN 978-3-218-01153-2.
- Echtzeitalter. Roman. Rowohlt, Hamburg 2023, ISBN 978-3-498-00317-3.

## Auszeichnungen
- 2019: Shortlist Deutscher Buchpreis mit Nicht wie ihr
- 2020: Förderpreis Literaturpreis der Stadt Bremen für Nicht wie ihr
- 2023: Deutscher Buchpreis für Echtzeitalter